# Alex Bird
Alex Bird (* 6. März 1985 in Canberra) ist ein australischer Bahnradsportler, der auf Kurzzeitdisziplinen spezialisiert ist.
Seit 2008 ist Alex Bird auf nationaler Ebene erfolgreich, besonders in Teamsprint und Sprint. 2010 wurde er erstmals australischer Meister, im Teamsprint gemeinsam mit Daniel Ellis und Gary Ryan. 2011 errang er gemeinsam mit James Glasspool und Andrew  Taylor bei den Ozeanischen Radsportmeisterschaften die Bronzemedaille im Teamsprint. Im Jahr darauf wurde er nationaler Meister im Sprint.